# Tu te reconnaîtras
"Tu te reconnaîtras" var Luxemburgs bidrag i Eurovision Song Contest 1973 i staden Luxemburg, där den sjöngs av Anne-Marie David. Låten vann med 129 poäng varmed Luxemburg blev vinnare av tävlingen två år i rad, efter att Vicky Leandros vunnit 1972 års tävling med låten "Après toi". "Tu te reconnaîtras" startade som nummer 11, efter Italiens Massimo Ranieri med "Chi sarà con te" och före den svenska gruppen Malta med "You're Summer". 17 låtar var med i tävlingen det året.
Spanien"Eres tú" med Mocedades slutade tvåa och Cliff Richards "Power to All Our Friends" trea, och båda låtarna blev stora hitsinglar 1973, "Eres tú" även över hela världen. Omröstningen var väldigt jämn, Luxemburg vann med 129 poäng, och Spanien hamnade 4 poäng efter och Cliff Richard ytterligare 2 poäng efter.
David spelade in låten på fem språk; franska, tyska (som "Du bist da"), engelska ("Wonderful Dream"), spanska ("Te reconocerás") och på italienska, då I två versioner där den ena hette "Il letto del re" och den andra "Non si vive di paura".
1974 sjöng turkiske popsångaren Nilüfer Yumlu in låten på turkiska som "Göreceksin Kendini".
Anne Marie David kom senare att återvända till tävlingen, 1979 representerade hon Frankrike med låten "Je suis l'enfant soleil" i Jerusalem och slutade trea efter Israels "Hallelujah" och Spaniens "Su canción". David medverkade även i Congratulations 2005.

## Listplaceringar
| Lista (1973)  | Topplacering |
| ------------- | ------------ |
| Nederländerna | 2            |
| Norge         | 2            |
| Schweiz       | 6            |

### Fotnoter
1. 1 2  ”Listplacering”. http://hitparade.ch/showitem.asp?interpret=Anne%2DMarie+David&titel=Tu+te+reconna%EEtras&cat=s. Läst 3 maj 2011.
2. ↑  ”Listplacering”. http://norwegiancharts.com/showitem.asp?interpret=Anne%2DMarie+David&titel=Tu+te+reconna%EEtras&cat=s. Läst 3 maj 2011.